# Peringiella denticulata
Peringiella denticulata é uma espécie de molusco pertencente à família Rissoidae.
A autoridade científica da espécie é Ponder, tendo sido descrita no ano de 1985.
Trata-se de uma espécie presente no território português, incluindo a zona económica exclusiva.